# Gaspar Correia
Gaspar Correia lub Gaspar Correa (ur. ok. 1492, zm. ok. 1563 w Goa) – portugalski historyk, Autor "Lendas da India ("Legendy Indii"), jednego z pierwszych i najbardziej znaczących dzieł o portugalskim panowaniu w Azji, określany jako portugalski Polibiusz.

## Życiorys
Wiadomo o nim bardzo niewiele. W marcu 1506 roku rozpoczął służbę na dworze króla Manuela I; piastował tam stanowisko szambelana. Żył głównie w Indiach Portugalskich, gdzie przybył jako młody człowiek, około 1512-1514 roku, by służyć jako żołnierz i został wybrany sekretarzem Afonso de Albuquerque, z czego był bardzo dumny. W 1529 roku udał się do ojczyzny, lecz później powrócił do Indii. Jego dzieło Lendas da Índia jest uznawane za bardzo ważne źródło informacji, czerpiące z 35-letniej pracy Correi w Indiach, zawierające informacje niedostępne dla innych historyków. Jako pierwszy w Europie napisał o epidemii azjatyckiej cholery. Jedna z teorii głosi, że został zamordowany w Malakce, na rozkaz gubernatora Estevao de Gama, syna Vasco da Gamy.
Niektórzy autorzy twierdzą, że wydano jego prace już w 1556 roku, jednak najprawdopodobniej kopie rękopisów liczącego 3500 stron kompendium krążyły pośród wybranej grupy odbiorców, po tym jak zostały dostarczone z Indii do Portugalii przez Miguela da Gamę, krótko po tym, jak Correia zmarł Jego rodzina zachowała oryginał rękopisu "Legend Indii", które pierwszy raz zostały wydrukowane w 1858 roku (pierwsza część) i w 1864 (druga część) przez Królewską Akademię Nauk w Lizbonie. 
Był także autorem niedokończonej i przez długi czas zapomnianej kroniki rządów królów Portugalii panujących w latach 1365–1533, w której opisał m.in. pogrom żydowskich konwertytów w Lizbonie w 1506 roku, którego był naocznym świadkiem.
Pomiędzy 1527 a 1534, był również kolonialnym zarządcą Wysp Zielonego Przylądka.